# Distrito electoral de Rock (Illinois)
Rock (en inglés: Rock Precinct) es un distrito electoral ubicado en el condado de Hardin en el estado estadounidense de Illinois. En el Censo de 2010 tenía una población de 514 habitantes y una densidad poblacional de 3,37 personas por km².

## Geografía
Rock se encuentra ubicado en las coordenadas 37°32′4″N 88°9′11″O / 37.53444, -88.15306. Según la Oficina del Censo de los Estados Unidos, Rock tiene una superficie total de 152.33 km², de la cual 146.06 km² corresponden a tierra firme y (4.12%) 6.27 km² es agua.

## Demografía
Según el censo de 2010, había 514 personas residiendo en Rock. La densidad de población era de 3,37 hab./km². De los 514 habitantes, Rock estaba compuesto por el 97.08% blancos, el 0.19% eran afroamericanos, el 0.19% eran amerindios, el 1.36% eran asiáticos, el 0.97% eran isleños del Pacífico, el 0.19% eran de otras razas y el 0% pertenecían a dos o más razas. Del total de la población el 1.17% eran hispanos o latinos de cualquier raza.